# ضریب تأثیرگذاری وب
بحث ضریب تأثیرگذاری وب، برای نخستین بار توسط رودریگوز گایرین (۱۹۹۷) در مقاله‌ای با عنوان «ارزش و تأثیر اطلاعات در اینترنت» در مجله اسپانیایی دکومانتاسیون مطرح شد، یک سال بعد اینگورسن (۱۹۹۸) با طرح این مسئله در مجله‌ای انگلیسی زبان، فرصتی برای گسترش و شکوفایی این مفهوم در مقیاس وسیعتری فراهم نمود و در نهایت این مفهوم توسط مایک تلوال در یک سلسله مقاله‌های گوناگون به تفصیل مورد پژوهش قرار گرفت. ایده ضریب تأثیرگذاری وب برخاسته از روش ضریب تأثیرگذاری مجله‌ها ارائه شده به وسیله دکتر یوجین گارفیلد و آیروینگ شِر در دهه ۱۹۶۰ است که توسط مؤسسه اطلاعات علمی آمریکا در انتخاب مجله‌های علمی برای نمایه استنادی علوم به کار گرفته می‌شود. ضریب تأثیرگذاری وب، تحلیل میانگین پیوندهای داده شده به یک وب‌گاه یا وب‌سایت است. به عبارت دقیق‌تر، ضریب تأثیرگذاری یک وب‌گاه، عبارت است از نسبت بین تعداد پیوندهای درونی (دریافتی) به تعداد کل منابع دریافت کننده پیوند - یعنی تمام صفحه‌ها و مدارک منتشر شده در آن سایت- نمایه‌سازی و بازیابی شده در موتور کاوش. ضریب تأثیرگذاری یک وب‌گاه، اعتبار، قابلیت رؤیت و شانس بازیابی وب‌گاه را در سطح ملی و جهانی مشخص می‌کند. در واقع، هرچه تعداد پیوندها افزایش یابد ضریب تأثیرگذاری وب‌گاه بیشتر می‌شود و بالا بودن میزان ضریب تأثیر، نشان دهنده تأثیر بیشتر آن وب‌گاه در محیط وب است. ضریب تأثیر یک وب‌گاه در بیشتر موارد بازتابی است از شهرت جهانی و تا حدود زیادی کیفیت منابع اطلاعاتی موجود در آن وب‌گاه. ضریب تأثیرگذاری وب، یکی از مباحث مهم در حوزه وب‌سنجی و وب‌شناسی است.